# Bob Newton
Bob Newton (Pomona, 16 agosto 1949) è un ex giocatore di football americano statunitense che ha giocato nel ruolo di guardia per i New Orleans Saints della National Football League (NFL). Fu scelto nel corso del terzo giro (71º assoluto) del Draft NFL 1971 dai Chicago Bears. Al college ha giocato a football all'Università del Nebraska dove fu premiato come All-America.

## Carriera professionistica
Newton fu scelto nel corso del terzo giro del Draft 1971 dai Chicago Bears. In Illinois disputò cinque stagioni prima di passare alla neonata franchigia dei Seattle Seahawks. A Seattle divenne la guardia destra titolare nel 1978 dopo l'infortunio patito da Ron Coder che lo aveva costretto a un'operazione chirurgica alla schiena. Newton rimase coi Seahawks fino alla fine della carriera nel 1981. Durante i suoi anni nella NFL egli fu tormentato da problemi di alcolismo e da abuso di sostanze stupefacenti, risolti in seguito, tanto da essere in prima linea nel trattamento e nella riabilitazione di giocatori che hanno sperimentato problemi simili ai suoi.

## Vittorie e premi
Nessuno

## Statistiche
| Partite totali | 142 |